# Proctacanthus philadelphicus
Proctacanthus philadelphicus is een vliegensoort uit de familie van de roofvliegen (Asilidae). De wetenschappelijke naam van de soort is voor het eerst geldig gepubliceerd in 1838 door J. Macquart. Hij noemde de soort naar de vindplaats, Philadelphia in de Verenigde Staten.